# Hospital de Sant Pau i Santa Tecla
L'Hospital de Sant Pau i Santa Tecla és un hospital de Tarragona. L'edifici és una obra de Tarragona protegida com a Bé Cultural d'Interès Local.

## Edifici
Edifici construït el 1588, obra de l'arquebisbe Antoni Agustí. De l'antic edifici en destaca la porta d'arc de mig punt amb escut de la ciutat a la seva clau. Aquesta dona a un claustre renaixentista de la mateixa època on actualment està situat el servei d'urgències.
L'any 1993 es van realitzar excavacions d'urgència dirigides per Jordi López.